# کزنشت
شهر کزنشت (به رومانیایی: Căzăneşti) در شهرستان یلومیتسا در کشور رومانی واقع شده‌است. جمعیت این شهر ۳٬۶۴۱ نفر  است.